# Tiabendazol
A tiabendazol (E233) egy gomba- és parazitaölő szer, melyet élelmiszeripari adalékanyagként, féreghajtóként, permetszerként, és fémek okozta mérgezések ellen is használnak.

## Felhasználási területei
- Tartósítószerként gyümölcsök felületének kezelésekor, valamint permetezéskor használják, meggátolva ezzel a penészgombák elszaporodását, valamint a gyümölcs sokkal tovább eltartható lesz tőle.

- Állatok esetében féreghajtóként nagyon hatékony szer, valamint a kutyáknál és macskáknál előforduló fülgyulladás kezelésére is alkalmazzák.

- Ólom, higany vagy antimon által okozott fémmérgezés gyanúja esetén a betegnek tiabendazolt adnak, mert nagyon jól megköti a fémeket.

## Egészségügyi hatások
A napi megengedett mennyiség 0,1 mg/testsúlykg. Ennél a mennyiségnél mindenféle mellékhatás  kizárható.